# Anita Awosusi
Anita Awosusi (1956) es una autora, editora, música y activista alemana de origen sinti, que lucha por los derechos civiles de los sinti y los romaníes.

## Trayectoria
Awosusi nació en 1956. Sus padres son supervivientes de los porraimos, el holocausto contra los sinti y gitanos bajo el nazismo. Desde mediados de los años 80, Awosusi ha hecho campaña por los derechos de los sinti y los romaníes. Desde 1990, ha publicado sobre la cultura del recuerdo de los porraimos, sobre la música, y también de forma crítica sobre las representaciones estereotipadas de los sinti y los gitanos.
Fue jefa del departamento de Diálogo y miembro de la junta directiva del Centro de Documentación y Cultura de los sinti y los gitanos alemanes en Heidelberg. En el marco de esta actividad, participó como educadora en política de la memoria en el porraimos con jóvenes.
Como música, desarrolló el proyecto de música y poesía Rom Som – Ich bin ein Mensch – Lyrik und Lieder der Sinti und Roma (Rom Som - Soy un ser humano - Poesía y canciones de los sinti y los gitanos), junto con el violinista Romeo Franz y otros músicos. Awosusi interpreta textos líricos y lamentos (tradicionales) sobre la persecución de gitanos y sinti durante el nacionalsocialismo en toda Europa. La acompaña la banda de jazz sinti Romeo Franz Ensemble.
Su marido es el guitarrista Hope Awosusi, que toca en la banda de jazz-funk-soul Karlsruhe Awosusi Quintet. Su hija es la cantante de rhythm and blues y soul Tayo Awosusi. Anita Awosusi vive en Karlsruhe.

## Reconocimientos
En 1996, Awosusi, junto con Mikhail Krausnick y Romani Rose, recibió el Premio Civis de Televisión por su contribución en Auf Wiedersehen im Himmel - Die Kinder von der St.

## Publicaciones
- Anita Awosusi, Michail Krausnick: Catálogo de la exposición "Los supervivientes son la excepción" - el genocidio de Sinti y Roma : una exposición de la Asociación de Sinti Alemanes, Asociación Estatal de Renania-Palatinado, Landau, Palatinado 1992.
- Anita Awosusi, Michail Krausnick: Salida: Karlsruhe. La deportación del Palatinado y Karlsruhe Sinti. documentos y recordatorios orales, en: Bulletin trimestriel de la Fondation Auschwitz, año 1994, nº: 44/45, pp. 97-111.
- Anita Awosusi (ed.): La música de los sinti y los romaníes (= serie de publicaciones del Centro Cultural y de Documentación de los sinti y los romaníes alemanes), Heidelberg 1996-1998, 3 volúmenes:
  - Volumen I: La "música gitana" húngara, ISBN 3-929446-07-3.
  - Volumen II: El jazz sinti, ISBN 3-929446-09-X.
  - Tomo III: El flamenco, ISBN 3-929446-10-3.
- Anita Awosusi (ed.): Palabra clave: Gitanos – Sobre la estigmatización de sinti y romaníes en diccionarios y enciclopedias. Wunderhorn, Heidelberg 1998, ISBN 3-88423-141-3.
- Anita Awosusi (ed.): Las imágenes gitanas en la literatura infantil y juvenil. Wunderhorn, Heidelberg 2000, ISBN 3-88423-177-4.
- Anita Awosusi, Romeo Franz, Unge Schmitt: Las personas invisibles: coloquio sobre sinti y roma en la Universidad de Bremen en WS 1999/2000, Radio Bremen 2000.
  - Volumen 9: Rom Som - Poesía y canciones sinti y romaníes.
- Anita Awosusi, Andreas Pflock: Sinti y roma en el campo de concentración de Natzweiler-Struthof - sugerencias para visitar el memorial - historia, recorrido, biografías, información. Centro de documentación y cultura. Sinti y roma alemanes, Heidelberg 2006, ISBN 978-3-929446-19-7.
- Anita Awosusi, Andreas Pflock: Poner rostro a las víctimas - fotografías históricas en el contexto de la labor educativa del Centro de Documentación y Cultura de los Sinti y Roma Alemanes, en: Silvio Peritore, Frank Reuter (ed.): Puesta en escena del extraño. Representación fotográfica de sinti y romaníes en el contexto de la investigación de imágenes históricas, Heidelberg 2011, pp. 263–279, ISBN 978-3-929446-28-9.[8]
- Anita Awosusi: Prólogo al dossier Perspectivas y análisis de sinti y romaníes en Alemania, editado por Jane Schuch e Isidora Randjelović, Berlín 2014.[9]